# Chelonus lavernae
Chelonus lavernae är en stekelart som beskrevs av William Harris Ashmead 1889. Chelonus lavernae ingår i släktet Chelonus och familjen bracksteklar. Inga underarter finns listade i Catalogue of Life.